# Haleballahalli, Malur
Haleballahalli là một làng thuộc tehsil Malur, huyện Kolar, bang Karnataka, Ấn Độ.